# إخشى الظلام
إخشى الظلام (بالإنجليزية: Fear of the Dark)‏ هو فيلم رعب تم إنتاجه في كندا وصدر سنة 2002 بطولة كيفين زيغرس وجيسي جيمس.

## القصة
تم تشخيص رايان بيلينغز البالغ من العمر اثني عشر عامًا بالخوف الشديد من الظلام. يقضي كل ليلة مستيقظًا مستيقظًا في عذاب ، منتظرًا ومشاهدة بينما الشر في الظلام يزداد قوة ، ويغذي خوفه. يشك شقيقه الأكبر ديل في أنه لا حرج في رايان وأن هذه مجرد حيلة لمزيد من الاهتمام. بغض النظر ، يعد بمراقبة أخيه الصغير بينما يتوجه والداهم إلى حفلة في الليل. في الخارج تحتدم العاصفة وعندما تنقطع الكهرباء يلف الظلام المنزل. يعرف ريان أن الشر قد أتى أخيرًا الليلة ليطالب به. يحاول دايل بشدة أن يحاول تهدئته ، إلى أن تجعله الأهوال في الظلام يدرك أن رايان لديه سبب وجيه للخوف الشديد!

## وصلات خارجية
إخشى الظلام على موقع IMDb (الإنجليزية)
- إخشى الظلام على موقع روتن توميتوز (الإنجليزية)
- إخشى الظلام على موقع ألو سيني (الفرنسية)
- إخشى الظلام على موقع Turner Classic Movies (الإنجليزية)
- إخشى الظلام على موقع أول موفي (الإنجليزية)
- إخشى الظلام على موقع فيلمافينيتي (الإسبانية)
- إخشى الظلام على موقع قاعدة بيانات الفيلم (الإنجليزية)
- إخشى الظلام على موقع ليتربوكسد (الإنجليزية)
- إخشى الظلام على موقع كينوبويسك (الروسية)